# Ursula Hegi
Ursula Hegi (* 23. Mai 1946 in Düsseldorf als Ursula Koch) ist eine deutsch-amerikanische Autorin. Derzeit arbeitet sie als Dozentin im MFA-Programm bei Stony Brook Southampton.

## Leben
Hegi wuchs im Nachkriegsdeutschland auf. Damals wurde über den Krieg nicht gesprochen und der Holocaust war ein Tabu. Dies hat starken Einfluss auf ihr späteres Schreiben und ihre deutsche Identität.
Sie verließ Westdeutschland 1964 im Alter von 18 Jahren. 1965 zog sie in die USA. Dort heiratete sie 1967 und nahm noch im selben Jahr die amerikanische Staatsbürgerschaft an. 1979 schloss sie ein Studium an der University of New Hampshire mit dem Bachelor- und Mastergrad ab. 1984 wurde sie von ihrem Mann geschieden und wurde an der Eastern Washington University in Cheney, Washington, in der Nähe von Spokane als Associate Professor angestellt. Sie unterrichtete kreatives Schreiben und zeitgenössische Literatur.
Die ersten beiden Bücher von Hegi spielen in den USA. Erst ihr drittes Buch Floating in My Mother’s Palm spielt in der fiktiven deutschen Stadt Burgdorf. Diese Kulisse nutzte sie auch für drei weitere Bücher, darunter ihr Bestsellerroman Stones from the River, der 1997 in den Oprah’s Book Club aufgenommen wurde. Nachdem Hegi in der The Oprah Winfrey Show aufgetreten war, verkaufte sie 1,5 Millionen Hardcover und 0,5 Millionen Taschenbücher. Anschließend zog sie von Spokane nach New York City.
Hegi erhielt mehrere Auszeichnungen, darunter eine NEA Fellowship und fünf PEN Syndicated Fiction Awards. 1991 gewann sie den Buchpreis der Pacific Northwest Booksellers Association (PNBA) für Floating in My Mother’s Palm. Außerdem gab es zweimal eine Erwähnung als New York Times Notable Book. Viele ihrer Bücher wurden in The New York Times, der Los Angeles Times und The Washington Post besprochen.

## Bibliographie (Auswahl)

### Romane
- Intrusions (1981)
- Floating in My Mother’s Palm (1990)
- Stones from the River (1994)

Die Andere. Dt. von Cornelia Holfelder-von der Tann. Rowohlt, Reinbek 1998 ISBN 978-3-498-02930-2
- Salt Dancers (1995)
- The Vision of Emma Blau (2000)

Emma Blau. Dt. von Susanne Goga-Klinkenberg. Kiepenheuer und Witsch. Köln 2002 ISBN  978-3-462-03078-5
- Sacred Time (2003)

Ganz gewöhnliche Sünden.  Dt. von Susanne Höbel. Kiepenheuer und Witsch. Köln 2006. ISBN 978-3-462-03684-8
- The Worst Thing I’ve Done (2007)
- Children and Fire (2011)

### Kurzgeschichten
- Unearned Pleasures and Other Stories (1988)
- Hotel of the Saints (2001)

Hotel der Heiligen. Dt. von Susanne Goga-Klinkenberg. Kiepenheuer und Witsch. Köln 2003. ISBN 978-3-462-03330-4

### Kinderbücher
- Trudi & Pia (2003), mit Bildern von Gisele Potter

### Sachbücher
- Tearing the Silence: On Being German in America (1998)

Das Schweigen durchbrechen. Über das Deutschsein in Amerika. Dt. von Susanne Goga-Klinkenberg. Europa-Verl. München, Wien 1998. ISBN 978-3-203-78005-4